# Daniel Schmid
Daniel Walter Schmid (Suíça, 26 de dezembro de 1941 — Suíça, 5 de agosto de 2006) foi um cineasta suíço.